# NGC 2275
NGC 2275 è una galassia a spirale (flocculenta?) situata nella costellazione dei Gemelli, a una distanza di circa 242 milioni di anni luce dalla nostra Via Lattea.

## Scoperta
La galassia è stata scoperta il 26 ottobre 1786 dall'astronomo britannico di origine tedesca William Herschel.

## Gruppo di NGC 2274
NGC 2274 fa parte del Gruppo di NGC 2274, un piccolo gruppo di galassie che comprende almeno 4 membri, cioè NGC 2274, NGC 2290 e UGC 3537.
Nelle immagini, NGC 2274 e NGC 2275 appaiono molto vicine sulla sfera celeste. Poiché la loro distanza dalla nostra Via Lattea è molto simile, esse formano ragionevolmente una coppia di galassie..